# 남이의 옥
남이의 옥(南怡의 獄) 또는 남이・강순의 난(南怡・康純의 亂)는 1468년 10월 24일 예종이 즉위한 지 한 달 보름만에 유자광이 남이(南怡)가 역모를 꾀하고 있다는 고변으로 시작되어 이시애의 난을 진압하는 데 공을 세웠던 남이(南怡)와 강순을 비롯해 민서,문효량, 변영수, 변자의, 오치권 등이 역모죄로 죽음을 당한 사건이다.

## 개요
예종이 즉위한 지 한 달 보름만에 1468년 10월 24일 밤에 유자광이 입궐하여, "의산군 남이가 역모를 꾀하고 있다."라고 하였다. 이에 예종이 좀 더 소상히 고할 것을 요구하니, 유자광은 "내병조에 입직해 있을 당시 남이가 '세조 대왕이 돌아가셨는데, 이 사이에 간신들이 난을 일으키면 우리는 죽음을 당할 수 있으니 세조의 은혜에 보답해야하지 않겠는가? 재물을 탐하는 김국광과 불충한 노사신이 난을 일으킬 가능성이 높다."라고 하였으며, "오늘 저녁 유자광이 찾아와 《강목》을 펼치고서는 '혜성이 없어지지 않는데, 광망이 희면 두 해에 걸쳐 반역이 있다. 그러니 내가 미리 선수를 치려 한다.'라고 하였고, '이러한 일을 발설할 시 한 쪽은 부인할 것이니 발설한 쪽이 죽을 것이다.'라고 하였습니다."라고 고변하였다.
이에 예종은 체포대를 보내고, 궐문 경비를 강화시켰으며, 주요 종친과 대신들을 불렀다.

## 국문 과정
처음에 남이는 도주하려 하였으나, 금방 잡히고 국문을 당하게 되었다. 국문은 예종이 직접 지휘하였다.
조선왕조실록에 따르면, "오늘 누구를 만나서 무엇을 했는지 얘기하라."라는 예종의 말에 남이는 "이지정의 집에서 바둑을 두다가 북방 인사에 관한 이야기를 나누고 민서의 집에서도 북방에 대한 얘기를 나눴으며, 유자광에 집에서는 《강목》을 꺼내 혜성 출현에 관한 부분을 봤다."라고 이야기하였다. 한 차례 고문이 가해지고, 유자광과 대질하였을 때도 남이는 역모 혐의에 대해 인정하지 않았고, "유자광이 불평을 가져 무고한 것이다."라고 답하였다.
그러다 같이 국문을 당하던 민서가 이야기하였는데, "남이가 혜성 이야기를 하면서 '간신이 일어나면 내가 죽을 터인데, 염려가 된다.'라고 하였고, 간신이 누구냐는 물음에 '그 간신은 한명회다. 하지만, 좀 더 자세히 살핀 연후에 아뢸 생각이다.'라고 하였습니다. 하지만, 순장(야간 순찰)을 하고 있어 바로 고하지 못했다."라고 하였다. 이에 남이는 "한명회가 일찍이 적자를 세우는 일을 논하기에 반역을 꾀하고 있는 걸 알았다."라며, 민서의 진술을 기정사실화하였다. 입시해 있던 한명회는 자신의 무죄를 이야기하였고, 예종은 한명회의 무죄 진술을 받아들였다.
이 후 다른 이들에게서 특별한 진술이 나오지 않다가 국문이 있은 지 이틀 뒤 문효량이 "남이가 말하기를 '한명회가 난을 일으키려고 하는데, 내가 나라의 은혜를 갚고자 이를 물리치려 한다.'라고 하였기에 '이러한 일을 같이 하는 사람이 있느냐'라는 물음에 '강순이 나에게 난을 평정하는 일을 맡게 했다.'라고 하였다."라는 말에 강순도 같이 국문을 당하였으나, 강순의 무고에 대한 호소를 받아들여 예종은 강순을 풀어주었다.

### 남이(南怡)의 자백
국문을 당한 지 사흘 만에 남이(南怡)는 "묶은 몸을 풀어주시고 술이나 한잔 주시면, 다 고하겠다."라고 말하기에, 그 부탁을 받아들였고, 남이는 자신의 역모를 시인하였다. 시인하는 과정에서 남이(南怡)는 "강순과 더불어 영순군 이부나 보성군, 춘양군 중 한 명을 임금으로 삼으로 했다."라고 하였고, 이를 완강히 부인하던 강순은 곤장을 맞고서는 역모를 시인하였지만, "신은 어려서부터 매를 맞은 적이 없어 매를 견딜 수 없었다."라고 하였고, 남이(南怡)에게 이를 따지자 남이(南怡)는 "당신은 이미 정승에 이르렀고 나이도 들었기에 후회가 없겠지만, 나는 젊은 나이니 진실로 애석하다."라고 하였다.
야사에서 남이(南怡)가 강순을 끌어들인 것은 이시애의 난을 집압하는 과정을 함께 했던 영의정 강순이 자신을 위한 변론 한마디를 하지 않은 것이 괘씸하여 끌어들인 것으로 설명하고 있다. 하지만, 당시 강순은 오위도총관이었고, 영의정은 구성군 이준이었다.
예종이 역모 계획을 물으니, 남이(南怡)는 "창덕궁과 수강궁은 외부에서 알기 쉬운 까닭에 산릉제례를 나갈 때 두 궁에 불을 질러 경복궁으로 유인한 뒤 거사하려고 했다."라고 이야기하였다.

## 옥사 이후
옥사 이후 남이(南怡)와 강순, 민서, 문효량 등은 교열형에 처해진 뒤 일주일 간 효수되었으며, 남이(南怡)의 지인들도 같이 죽음을 당하였다. 한편, 유자광은 정난공신 1등에 책봉되었을 뿐만 아니라 남이(南怡)의 집을 상으로 받았다.

## 야사에 대한 반론
'남이(南怡)의 옥(獄)'에 대해 야사에서는 남이(南怡)를 시기한 유자광을 임금도 싫어한다는 것을 눈치채고 남이(南怡)의 시를 과장, 모함하여 남이(南怡)를 죽게 했다고 하였으나, 실록에 적힌 국문과정에서는 그러한 이야기가 없어 그다지 신빙성이 없어보이는 것으로 추측하고 있다. 《박시백의 조선왕조실록-예종·성종실록》에서는 새로운 의견을 제시하였는데, 남이(南怡)의 진술을 살펴봤을 때 반란을 일으킬 가능성이 높았으며, 대신 그 반란이 한명회, 신숙주 등 세조 때 영화를 누린 대신들을 향했던 것으로 추측하고 있다. 또한, 반란 동조자들을 끌어들이는 과정에서 유자광을 잘못봤으며, 유자광은 남이(南怡)를 모함한 것이 아닌 남이(南怡)의 역모가 실패하리라는 것을 예상하고 고변을 했다는 것이다.